# Glycaspis violae
Glycaspis violae är en insektsart som beskrevs av Moore 1970. Glycaspis violae ingår i släktet Glycaspis och familjen rundbladloppor. Inga underarter finns listade i Catalogue of Life.